# Рахимова, Турсуной Фарход кизи
Турсуной Фарход кизи Рахимова (узб. Tursunoy Farhod qizi Rahimova; род. 5 июня 1997 года, Ташкент, Узбекистан) — узбекский боксёр, выступает в наилегчайшем весе. В 2020 году на Лицензионном турнире для Азии и Океании получила лицензию на Летние Олимпийские игры. Член сборной Узбекистана с 2015 года.

## Карьера
В 2016 году Турсуной Рахимова на международном турнире по боксу Chinggis Khan Cup в Улан-Баторе (Монголия) в весовой категории до 51 кг завоевала золотую медаль.
В 2018 году на международном турнире в Кыргызстане завоевала бронзовую медаль.
В 2019 году на Чемпионате мира по боксу среди женщин 2019 в Улан-Удэ (Россия) успешно выступила в первом раунде, одержав победу над марокканкой Ясмин Муттаки. Однако в следующем этапе уступила со счётом 1:4 китайской спортсменке Цай Цзунцзюй.
В 2020 году на Лицензионном турнире для Азии и Океании в весовой категории до 51 кг, которые проходил в Аммане (Иордания) получила лицензию на Летние Олимпийские игры в Токио (Япония).
В 2021 году на Чемпионате Азии по боксу в Дубае (ОАЭ) в весовой категории до 51 кг в четвертьфинальном поединке не смогла пройти будущую чемпионку игр казахскую спортсменку Назим Кизайбай.
В первом поединке на Олимпийских играх в весовой категории до 51 кг она одержала победу над польской спортсменкой Сандра Драбик со счетом 4:1. Победа Турсуной стала первой среди женщин на Олимпийских играх. В следующем этапе сразится с серебряным призёром Чемпионата мира 2019 года турецкой спортсменкой Бусеназ Чакыроглу.
В 2021 году указом президента Узбекистана Шавката Мирзиёева за выдающийся вклад в развитие олимпийского движения награждена медалью «Жасорат».